# Olena Teroschyna
Olena Teroschyna (ukrainisch Олена Борисівна Терьошина, russisch Елена Борисовна Терёшина, Jelena Borissowna Terjoschina; * 6. Februar 1959 in Kiew) ist eine ehemalige sowjetische Ruderin und siebenfache Weltmeisterin im Achter.  
Olena Teroschyna gewann ihren ersten Weltmeistertitel 1978 in Neuseeland, es war der erste sowjetische Sieg im Achter der Damen. Im Jahr darauf konnte der sowjetische Achter den Titel verteidigen. Bei den Olympischen Spielen in Moskau unterlag der sowjetische Achter gegen den Achter aus der DDR, der bei den Weltmeisterschaften 1978 und 1979 die Silbermedaille gewonnen hatte. Bei den Ruder-Weltmeisterschaften von 1981 bis 1986 gewann jeweils der sowjetische Achter, wobei Teroschyna als einzige Ruderin bei allen sieben Titelgewinnen dabei war. Bei den Ruder-Weltmeisterschaften 1987 siegten die Rumäninnen vor den US-Ruderinnen, Teroschyna gewann mit dem sowjetischen Achter die Bronzemedaille. Bei ihrer zweiten Olympiateilnahme 1988 in Seoul saß Teroschyna im sowjetischen Vierer mit Steuerfrau, der den neunten Platz belegte.